# Théâtre de Cornouaille
Le Théâtre de Cornouaille, scène nationale de Quimper, est une salle de théâtre située sur l'esplanade François Mitterrand à Quimper (Finistère).

## Historique
En 1994, le Théâtre de Quimper obtient le label Scène nationale. Michel Rostain, musicien et metteur en scène, est alors nommé à la tête de cette nouvelle Scène Nationale avec pour mission de constituer un pôle d'excellence théâtrale, musicale et chorégraphique. Sa Compagnie de création théâtrale et musicale « Un Théâtre pour la Musique » est associée à la vie du Théâtre dès 1995.

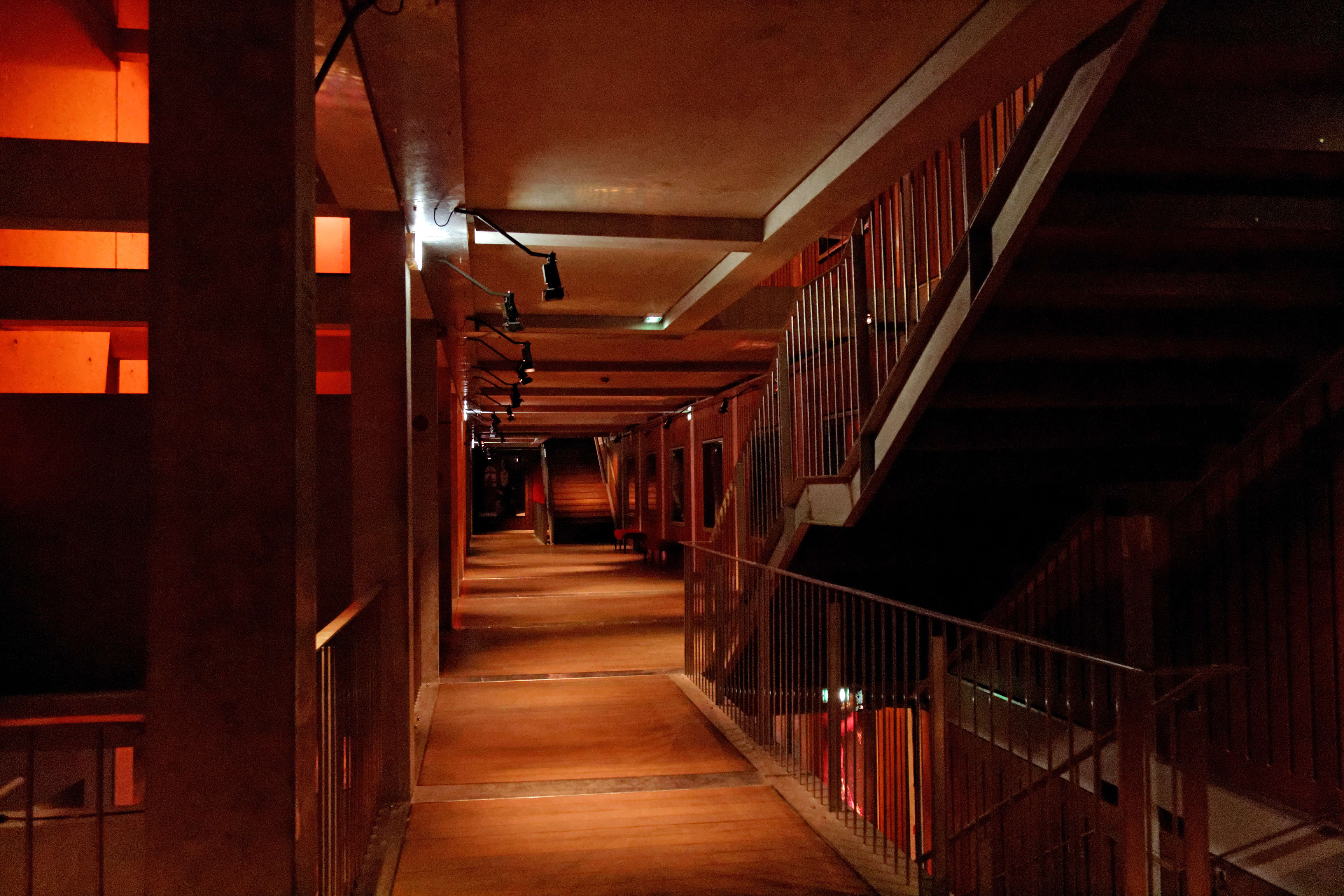
Couloir permettant d'accéder aux gradins

De septembre 1996 à mai 1998, la construction du nouveau Théâtre de Cornouaille a constitué le plus grand chantier du Finistère. Cet établissement de 700 places dessiné par les architectes Nicolas Michelin et Finn Geipel a pris le relais du Théâtre Max-Jacob. Le noyau de béton (25 m de large, 45 m de long, 20 m de hauteur) accueille la salle principale, la salle de répétition et la cage de scène. Il est enveloppé d'une structure moins haute, recouverte de panneaux d'ipé, comprenant les bureaux, les loges, l'accueil du public, les foyers et les circulations. L'architecture est un dialogue entre passé et présent : alternant bois, béton et acier, les matériaux marient chaleur et modernité. Bien que résolument contemporain, le théâtre s'intègre harmonieusement à son environnement immédiat, le bâtiment a été habillé d'une couronne d'ipé, bois du Brésil. Il comporte un parking souterrain de 452 places. L’orchestre ou parterre compte 524 places et le balcon compte 159 places plus quelques « places-paradis » pour les retardataires. La salle polyvalente "L'Atelier" contient 120 places assises en gradin et des chaises sur praticables

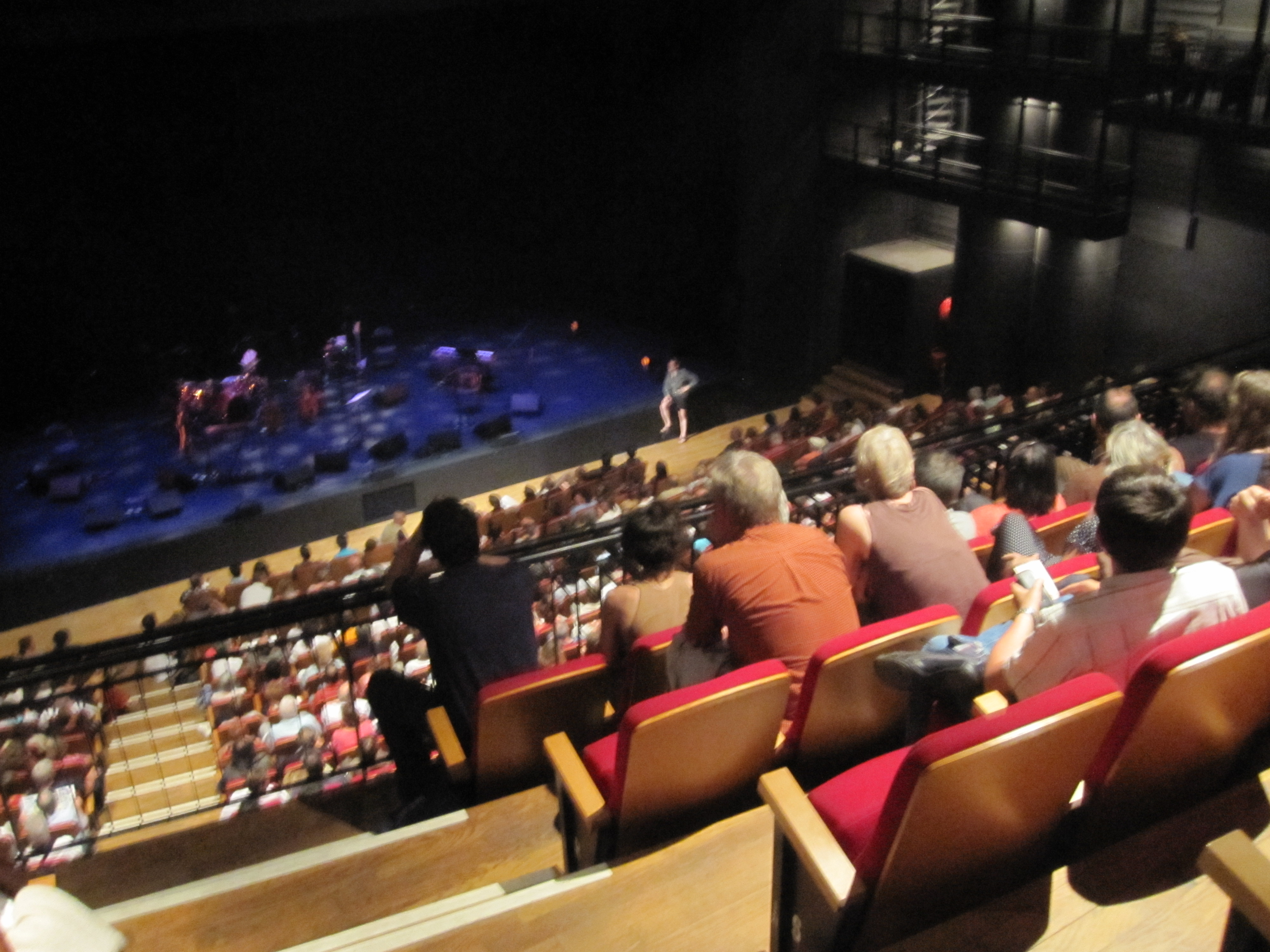
La Grande salle vue depuis le balcon (juste avant un concert de Malicorne en 2012)

En 2005, lors de la venue du Ministre de la Culture, la Scène Nationale de Quimper se voit confirmée dans ses missions de Création Musicale.
En 2009, Franck Becker est nommé directeur du Théâtre de Cornouaille.
Depuis le 2 janvier 2018, Vincent Léandri dirige le Théâtre de Cornouaille.
Avec près de 50 000 spectateurs accueillis chaque année, toutes manifestations confondues, le Théâtre de Cornouaille-Scène Nationale de Quimper connaît depuis sa création un succès constant au fil des saisons. Le nombre d'abonnés dépasse les 6500 pour la saison 2016-2017.
Le Théâtre de Cornouaille est subventionné par la Ville de Quimper, l'État (Ministère de la culture et de la communication - Direction régionale des affaires culturelles de Bretagne), et le Conseil général du Finistère.

## Missions d'une scène nationale
- s'affirmer comme un lieu de la production artistique de référence nationale dans les domaines de la culture contemporaine
- organiser la diffusion et la confrontation de toutes les formes artistiques en privilégiant la création
- participer dans son aire d'implantation, et plus largement dans le département et la région, à une action de développement culturel favorisant la démocratisation de la culture, de nouveaux comportements à l'égard de la création artistique et une meilleure insertion sociale de celle-ci

En outre, du fait de ses missions de Création musicale, le Théâtre de Cornouaille accueille en résidence des compositeurs et des interprètes. Il produit et coproduit des spectacles musicaux destinés à nourrir la vie musicale en France et au-delà, grâce à des tournées après leur création à Quimper.

## Pour approfondir